# Liste der Nummer-eins-Hits in Österreich (2000)
Diese Liste enthält alle Nummer-eins-Hits in Österreich im Jahr 2000. Sie basiert auf den Top 75 der österreichischen Charts bei den Singles und bei den Alben. Es gab in diesem Jahr 12 Nummer-eins-Singles und 16 Nummer-eins-Alben.

## Singles
| ← 1999 ← | Liste der Nummer-eins-Hits in Österreich | Liste der Nummer-eins-Hits in Österreich | Liste der Nummer-eins-Hits in Österreich                                                                                       | 2001 →                    |
| \| Zeitraum \| Wo. ges. \| Interpret \| Titel Autor(en) \| Zusätzliche Informationen \| \| (Zeitraum, Wochen auf Platz eins, Interpret, Titel, Autor[en], zusätzliche Informationen) \| \| \| \| \| \| ----------------------------------------------------------------------------------------- \| -------- \| ------------------------ \| ------------------------------------------------------------------------------------------------------------------------------ \| ------------------------- \| \| 19. Dezember 1999 – 27. Januar 2000 6 Wochen \| 6 \| Stefan Raab & Truck Stop \| Maschen-Draht-Zaun Musik: Stefan Raab; Text: Stefan Raab, Jens Bujar \| – \| \| 28. Januar 2000 – 17. Februar 2000 3 Wochen \| 3 \| Eiffel 65 \| Move Your Body Musik: Maurizio Lobina, Domenico Capuano, Roberto Molinaro; Text: Gianfranco Randone, Massimo Gabutti \| – \| \| 18. Februar 2000 – 9. März 2000 3 Wochen (insgesamt 10) \| 10 \| Anton feat. DJ Ötzi \| Anton aus Tirol Manfred Padinger, Walter Schachner, Friedrich Schicho, Ingrid Evelyn Musenbichler \| – \| \| 10. März 2000 – 16. März 2000 1 Woche \| 1 \| French Affair \| My Heart Goes Boom (La Di Da Da) Musik: Karsten Dreyer, Torsten Dreyer; Text: Karsten Dreyer, Torsten Dreyer, Barbara Alcindor \| – \| \| 17. März 2000 – 4. Mai 2000 7 Wochen (insgesamt 10) \| 10 \| Anton feat. DJ Ötzi \| Anton aus Tirol Manfred Padinger, Walter Schachner, Friedrich Schicho, Ingrid Evelyn Musenbichler \| – \| \| 5. Mai 2000 – 1. Juni 2000 4 Wochen \| 4 \| Zlatko \| Ich vermiss Dich … (wie die Hölle) Bob Arnz, Christoph Siemons \| – \| \| 2. Juni 2000 – 15. Juni 2000 2 Wochen \| 2 \| Bon Jovi \| It’s My Life John Francis Bongiovi, Richard S. Sambora, Martin Karl Sandberg \| – \| \| 16. Juni 2000 – 27. Juli 2000 6 Wochen \| 6 \| Bomfunk MC’s \| Freestyler Jaakko Sakari Salovaara, Raymond Anthony Ebanks \| – \| \| 28. Juli 2000 – 31. August 2000 5 Wochen \| 5 \| ATC \| Around the World (La La La La La) Sergej Evgenevich Zhukov, Aleksej Evgenevich Potekhin, Alex Jörg Christensen, Peter Könemann \| – \| \| 1. September 2000 – 28. September 2000 4 Wochen \| 4 \| Britney Spears \| Lucky Martin Karl Sandberg, Alexander Erik Kronlund, Rami Yacoub \| – \| \| 29. September 2000 – 5. Oktober 2000 1 Woche \| 1 \| Melanie C \| I Turn to You Melanie Chisholm, Richard W. Nowels Jr., Billy Steinberg \| – \| \| 6. Oktober 2000 – 16. November 2000 6 Wochen \| 6 \| Rednex \| The Spirit of the Hawk Axel Breitung, Graham Mark Compton, David Alan Cameron-Pryde, Mark Jeffrey Stagg \| – \| \| 17. November 2000 – 20. Januar 2001 9 Wochen \| 9 \| Gigi D’Agostino \| La Passion Musik: Luigino di Agostino, Paolo Sandrini; Text: Luigino di Agostino, Carlo Montagner \| – \| |                                          |                                          | |                           |
| ← 1999 |                                          |                                          | | → 2001 →                  |
| Zeitraum | Wo. ges.                                 | Interpret                                | Titel Autor(en) | Zusätzliche Informationen |
| (Zeitraum, Wochen auf Platz eins, Interpret, Titel, Autor[en], zusätzliche Informationen) |                                          |                                          | |                           |
| 19. Dezember 1999 – 27. Januar 2000 6 Wochen | 6                                        | Stefan Raab & Truck Stop                 | Maschen-Draht-Zaun Musik: Stefan Raab; Text: Stefan Raab, Jens Bujar                                                           | –                         |
| 28. Januar 2000 – 17. Februar 2000 3 Wochen | 3                                        | Eiffel 65                                | Move Your Body Musik: Maurizio Lobina, Domenico Capuano, Roberto Molinaro; Text: Gianfranco Randone, Massimo Gabutti           | –                         |
| 18. Februar 2000 – 9. März 2000 3 Wochen (insgesamt 10) | 10                                       | Anton feat. DJ Ötzi                      | Anton aus Tirol Manfred Padinger, Walter Schachner, Friedrich Schicho, Ingrid Evelyn Musenbichler                              | –                         |
| 10. März 2000 – 16. März 2000 1 Woche | 1                                        | French Affair                            | My Heart Goes Boom (La Di Da Da) Musik: Karsten Dreyer, Torsten Dreyer; Text: Karsten Dreyer, Torsten Dreyer, Barbara Alcindor | –                         |
| 17. März 2000 – 4. Mai 2000 7 Wochen (insgesamt 10) | 10                                       | Anton feat. DJ Ötzi                      | Anton aus Tirol Manfred Padinger, Walter Schachner, Friedrich Schicho, Ingrid Evelyn Musenbichler                              | –                         |
| 5. Mai 2000 – 1. Juni 2000 4 Wochen | 4                                        | Zlatko                                   | Ich vermiss Dich … (wie die Hölle) Bob Arnz, Christoph Siemons                                                                 | –                         |
| 2. Juni 2000 – 15. Juni 2000 2 Wochen | 2                                        | Bon Jovi                                 | It’s My Life John Francis Bongiovi, Richard S. Sambora, Martin Karl Sandberg                                                   | –                         |
| 16. Juni 2000 – 27. Juli 2000 6 Wochen | 6                                        | Bomfunk MC’s                             | Freestyler Jaakko Sakari Salovaara, Raymond Anthony Ebanks                                                                     | –                         |
| 28. Juli 2000 – 31. August 2000 5 Wochen | 5                                        | ATC                                      | Around the World (La La La La La) Sergej Evgenevich Zhukov, Aleksej Evgenevich Potekhin, Alex Jörg Christensen, Peter Könemann | –                         |
| 1. September 2000 – 28. September 2000 4 Wochen | 4                                        | Britney Spears                           | Lucky Martin Karl Sandberg, Alexander Erik Kronlund, Rami Yacoub                                                               | –                         |
| 29. September 2000 – 5. Oktober 2000 1 Woche | 1                                        | Melanie C                                | I Turn to You Melanie Chisholm, Richard W. Nowels Jr., Billy Steinberg                                                         | –                         |
| 6. Oktober 2000 – 16. November 2000 6 Wochen | 6                                        | Rednex                                   | The Spirit of the Hawk Axel Breitung, Graham Mark Compton, David Alan Cameron-Pryde, Mark Jeffrey Stagg                        | –                         |
| 17. November 2000 – 20. Januar 2001 9 Wochen | 9                                        | Gigi D’Agostino                          | La Passion Musik: Luigino di Agostino, Paolo Sandrini; Text: Luigino di Agostino, Carlo Montagner                              | –                         |

## Alben
| ← 1999 ← | Liste der Nummer-eins-Alben in Österreich | Liste der Nummer-eins-Alben in Österreich | Liste der Nummer-eins-Alben in Österreich         | 2001 →                    |
| \| Zeitraum \| Wo. ges. \| Interpret \| Titel \| Zusätzliche Informationen \| \| (Zeitraum, Wochen auf Platz eins, Interpret, Titel, zusätzliche Informationen) \| \| \| \| \| \| ------------------------------------------------------------------------------ \| -------- \| ------------------- \| ------------------------------------------------- \| ------------------------- \| \| 28. November 1999 – 15. Januar 2000 7 Wochen \| 7 \| Céline Dion \| All the Way... A Decade of Song \| – \| \| 16. Januar 2000 – 19. Februar 2000 5 Wochen \| 5 \| The Corrs \| Unplugged \| – \| \| 20. Februar 2000 – 4. März 2000 2 Wochen \| 2 \| HIM \| Razorblade Romance \| – \| \| 5. März 2000 – 11. März 2000 1 Woche (insgesamt 7) \| 7 \| Santana \| Supernatural \| – \| \| 12. März 2000 – 18. März 2000 1 Woche \| 1 \| AC/DC \| Stiff Upper Lip \| – \| \| 19. März 2000 – 29. April 2000 6 Wochen (insgesamt 7) \| 7 \| Santana \| Supernatural \| – \| \| 30. April 2000 – 13. Mai 2000 2 Wochen (insgesamt 3) \| 3 \| Anton feat. DJ Ötzi \| Das Album \| – \| \| 14. Mai 2000 – 20. Mai 2000 1 Woche \| 1 \| Guano Apes \| Don’t Give Me Names \| – \| \| 21. Mai 2000 – 27. Mai 2000 1 Woche (insgesamt 3) \| 3 \| Anton feat. DJ Ötzi \| Das Album \| – \| \| 28. Mai 2000 – 10. Juni 2000 2 Wochen \| 2 \| Britney Spears \| Oops!… I Did It Again \| – \| \| 11. Juni 2000 – 19. Juli 2000 6 Wochen \| 6 \| Bon Jovi \| Crush \| – \| \| 30. Juli 2000 – 19. August 2000 3 Wochen (insgesamt 4) \| 4 \| The Corrs \| In Blue \| – \| \| 20. August 2000 – 26. August 2000 1 Woche (insgesamt 5) \| 5 \| Gigi D’Agostino \| L’amour toujours \| – \| \| 27. August 2000 – 2. September 2000 1 Woche (insgesamt 4) \| 4 \| The Corrs \| In Blue \| – \| \| 3. September 2000 – 30. September 2000 4 Wochen (insgesamt 5) \| 5 \| Gigi D’Agostino \| L’amour toujours \| – \| \| 1. Oktober 2000 – 21. Oktober 2000 3 Wochen \| 3 \| Madonna \| Music \| – \| \| 22. Oktober 2000 – 4. November 2000 2 Wochen \| 2 \| Limp Bizkit \| Chocolate Starfish and the Hot Dog Flavored Water \| – \| \| 5. November 2000 – 11. November 2000 1 Woche \| 1 \| Lenny Kravitz \| Greatest Hits \| – \| \| 12. November 2000 – 25. November 2000 2 Wochen \| 2 \| U2 \| All That You Can’t Leave Behind \| – \| \| 26. November 2000 – 20. Januar 2001 8 Wochen \| 8 \| The Beatles \| 1 \| – \| |                                           |                                           |                                                   |                           |
| ← 1999 |                                           |                                           |                                                   | → 2001 →                  |
| Zeitraum | Wo. ges.                                  | Interpret                                 | Titel                                             | Zusätzliche Informationen |
| (Zeitraum, Wochen auf Platz eins, Interpret, Titel, zusätzliche Informationen) |                                           |                                           |                                                   |                           |
| 28. November 1999 – 15. Januar 2000 7 Wochen | 7                                         | Céline Dion                               | All the Way... A Decade of Song                   | –                         |
| 16. Januar 2000 – 19. Februar 2000 5 Wochen | 5                                         | The Corrs                                 | Unplugged                                         | –                         |
| 20. Februar 2000 – 4. März 2000 2 Wochen | 2                                         | HIM                                       | Razorblade Romance                                | –                         |
| 5. März 2000 – 11. März 2000 1 Woche (insgesamt 7) | 7                                         | Santana                                   | Supernatural                                      | –                         |
| 12. März 2000 – 18. März 2000 1 Woche | 1                                         | AC/DC                                     | Stiff Upper Lip                                   | –                         |
| 19. März 2000 – 29. April 2000 6 Wochen (insgesamt 7) | 7                                         | Santana                                   | Supernatural                                      | –                         |
| 30. April 2000 – 13. Mai 2000 2 Wochen (insgesamt 3) | 3                                         | Anton feat. DJ Ötzi                       | Das Album                                         | –                         |
| 14. Mai 2000 – 20. Mai 2000 1 Woche | 1                                         | Guano Apes                                | Don’t Give Me Names                               | –                         |
| 21. Mai 2000 – 27. Mai 2000 1 Woche (insgesamt 3) | 3                                         | Anton feat. DJ Ötzi                       | Das Album                                         | –                         |
| 28. Mai 2000 – 10. Juni 2000 2 Wochen | 2                                         | Britney Spears                            | Oops!… I Did It Again                             | –                         |
| 11. Juni 2000 – 19. Juli 2000 6 Wochen | 6                                         | Bon Jovi                                  | Crush                                             | –                         |
| 30. Juli 2000 – 19. August 2000 3 Wochen (insgesamt 4) | 4                                         | The Corrs                                 | In Blue                                           | –                         |
| 20. August 2000 – 26. August 2000 1 Woche (insgesamt 5) | 5                                         | Gigi D’Agostino                           | L’amour toujours                                  | –                         |
| 27. August 2000 – 2. September 2000 1 Woche (insgesamt 4) | 4                                         | The Corrs                                 | In Blue                                           | –                         |
| 3. September 2000 – 30. September 2000 4 Wochen (insgesamt 5) | 5                                         | Gigi D’Agostino                           | L’amour toujours                                  | –                         |
| 1. Oktober 2000 – 21. Oktober 2000 3 Wochen | 3                                         | Madonna                                   | Music                                             | –                         |
| 22. Oktober 2000 – 4. November 2000 2 Wochen | 2                                         | Limp Bizkit                               | Chocolate Starfish and the Hot Dog Flavored Water | –                         |
| 5. November 2000 – 11. November 2000 1 Woche | 1                                         | Lenny Kravitz                             | Greatest Hits                                     | –                         |
| 12. November 2000 – 25. November 2000 2 Wochen | 2                                         | U2                                        | All That You Can’t Leave Behind                   | –                         |
| 26. November 2000 – 20. Januar 2001 8 Wochen | 8                                         | The Beatles                               | 1                                                 | –                         |

## Jahreshitparaden
| ← 1999 ← | Liste der Nummer-eins-Hits in Österreich | Liste der Nummer-eins-Hits in Österreich      | Liste der Nummer-eins-Hits in Österreich | 2001 →   |
| \| Singles \| Position# \| Alben \| \| -------------------------------------------------------------------------------------------------------------------------------------------- \| --------- \| --------------------------------------------- \| \| Anton aus Tirol Anton feat. DJ Ötzi Manfred Padinger, Walter Schachner, Friedrich Schicho, Ingrid Evelyn Musenbichler \| 1 \| L’amour toujours Gigi D’Agostino \| \| It’s My Life Bon Jovi John Francis Bongiovi, Richard S. Sambora, Martin Karl Sandberg \| 2 \| Supernatural Santana \| \| The Spirit of the Hawk Rednex Axel Breitung, Graham Mark Compton, David Alan Cameron-Pryde, Mark Jeffrey Stagg \| 3 \| Crush Bon Jovi \| \| Freestyler Bomfunk MC’s Jaakko Sakari Salovaara, Raymond Anthony Ebanks \| 4 \| Unplugged The Corrs \| \| Shalala Lala Vengaboys Musik: Torben Lendager; Text: Poul Dehnhardt \| 5 \| Oops!… I Did It Again Britney Spears \| \| Around the World (La La La La La) ATC Sergej Evgenevich Zhukov, Aleksej Evgenevich Potekhin, Alex Jörg Christensen, Peter Könemann \| 6 \| In Blue The Corrs \| \| La Passion Gigi D’Agostino Luigino di Agostino, Paolo Sandrini; Text: Luigino di Agostino, Carlo Montagner \| 7 \| Californication Red Hot Chili Peppers \| \| My Heart Goes Boom (La Di Da Da) French Affair Musik: Karsten Dreyer, Torsten Dreyer; Text: Karsten Dreyer, Torsten Dreyer, Barbara Alcindor \| 8 \| Das Album Anton feat. DJ Ötzi \| \| Lucky Britney Spears Martin Karl Sandberg, Alexander Erik Kronlund, Rami Yacoub \| 9 \| Pokémon – Schnapp’ sie dir alle! (Soundtrack) \| \| Move Your Body Eiffel 65 Maurizio Lobina, Dom Capuano Domenico Capuano, Roberto Molinaro \| 10 \| Mission: Impossible II (Soundtrack) \| |                                          |                                               |                                          |          |
| ← 1999 |                                          |                                               |                                          | → 2001 → |
| Singles | Position#                                | Alben                                         |                                          |          |
| Anton aus Tirol Anton feat. DJ Ötzi Manfred Padinger, Walter Schachner, Friedrich Schicho, Ingrid Evelyn Musenbichler | 1                                        | L’amour toujours Gigi D’Agostino              |                                          |          |
| It’s My Life Bon Jovi John Francis Bongiovi, Richard S. Sambora, Martin Karl Sandberg | 2                                        | Supernatural Santana                          |                                          |          |
| The Spirit of the Hawk Rednex Axel Breitung, Graham Mark Compton, David Alan Cameron-Pryde, Mark Jeffrey Stagg | 3                                        | Crush Bon Jovi                                |                                          |          |
| Freestyler Bomfunk MC’s Jaakko Sakari Salovaara, Raymond Anthony Ebanks | 4                                        | Unplugged The Corrs                           |                                          |          |
| Shalala Lala Vengaboys Musik: Torben Lendager; Text: Poul Dehnhardt | 5                                        | Oops!… I Did It Again Britney Spears          |                                          |          |
| Around the World (La La La La La) ATC Sergej Evgenevich Zhukov, Aleksej Evgenevich Potekhin, Alex Jörg Christensen, Peter Könemann | 6                                        | In Blue The Corrs                             |                                          |          |
| La Passion Gigi D’Agostino Luigino di Agostino, Paolo Sandrini; Text: Luigino di Agostino, Carlo Montagner | 7                                        | Californication Red Hot Chili Peppers         |                                          |          |
| My Heart Goes Boom (La Di Da Da) French Affair Musik: Karsten Dreyer, Torsten Dreyer; Text: Karsten Dreyer, Torsten Dreyer, Barbara Alcindor | 8                                        | Das Album Anton feat. DJ Ötzi                 |                                          |          |
| Lucky Britney Spears Martin Karl Sandberg, Alexander Erik Kronlund, Rami Yacoub | 9                                        | Pokémon – Schnapp’ sie dir alle! (Soundtrack) |                                          |          |
| Move Your Body Eiffel 65 Maurizio Lobina, Dom Capuano Domenico Capuano, Roberto Molinaro | 10                                       | Mission: Impossible II (Soundtrack)           |                                          |          |